# Judeoàrab
Judeoàrab és el nom general que es dona als dialectes àrabs utilitzats pels jueus que viuen o vivien als països arabòfons, per comunicar-se entre si.

## Evolució històrica
Els primers testimonis escrits de l'ús de l'àrab pels jueus amb trets específics daten del segle ix, i arriben fins als nostres dies, en un àmbit quasi tant ampli com el món àrab. Per tant, existeixen components diacrònics i sincrònics a l'hora d'establir les diferents varietats de judeoàrab.
Els períodes històrics en què es divideix el judeoàrab són:
- Judeoàrab primitiu (anteriors al segle X). Inclou texts amb ortografia fonètica, la major part documents privats egipcis del segle ix.
- Judeoàrab clàssic o juedoàrab medieval (segles X-XV). Utilitza una ortografia arabitzada i un àrab que va des del clàssic fins al dialectal. És el període de major esplendor literari, amb obres de distints gèneres: traduccions i comentaris bíblics, texts legals, filosofia, gramàtica, exègesi, obres científiques,[6] i també, cartes, factures i llibres de comptes, receptes médiques, màgia, anotacions musicals, contractes matrimonials i llibres escolars. És en aquesta època quan els jueus reserven l'hebreu per a la poesia, però al mateix temps, utilitzant l'àrab com a llengua de comunicació, prenen consciència de la necessitat de revitalitzar i estudiar l'hebreu per a evitar la seva pèrdua.[7]
- Judeoàrab tardà (segles XVI-XX). És l'època on apareixen elements dialectals de l'àrab, i on comença la literatura de Šarḥ o traducció literal de texts sagrats de l'hebreu.[8] Es mantenen els estudis sobre literatura mística, poesia, dret i exègesi bíblica i talmúdica.[9]
- Judeoàrab modern (principis del segle XX fins a l'actualitat). Utilitza la llengua col·loquial i l'ortografia fonètica. El judeoàrab manté una estructura més arcàica que els dialectes àrabs que l'envolten, i en els dialectes que no tenen una cultura literària rica, amb sols de tipus epistolar, s'evidencia que mentre la llengua oral és rica, l'escrita sols és una col·lecció de fórmules i formes retòriques. El judeoàrab modern conserva dos nivells diferents: el quotidià i el formal, i és aquest darrer el que utilitzen per escriure el Šarḥ i la literatura folclòrica i popular, mantenint diferències entre ells en lexicologia, fonologia, morfologia i sintaxi.[10] Les dades demogràfiques indiquen una emigració majoritària a Israel i a altres països occidentals en els darrers 60 anys,[11] a conseqüència del conflicte araboisraelià, provocant la desaparició progressiva de les comunitats jueves al món musulmà, i el perill de desaparició de les varietats del judeoàrab.

Per altra banda, els continguts i la finalitat de la documentació ens indiquen uns registres lingüístics diferents:
- Els texts científics generalment utilitzen l'àrab mitjà, en obres de traducció bíblica, de gramàtica o lexicografia hebrea, o retòrica.
- Els texts civils o privats utilitzen registres més propers a la llengua col·loquial i de comunicació diària, i en alguns casos podem parlar de registre plenament dialectal, com és el cas dels contractes, comptabilitats, anotacions i treballs escolars.
- Els texts tardans de caràcter literari que s'havien transmès oralment i en un moment donat, es transcriuen, presenten un registre plenament dialectal, com són les narracions piadoses o fantàstiques, els contes, i les oracions populars.

## Característiques
Els trets característics del judeoàrab a nivell lingüístic són:
1. Utilització de l'alefat hebreu. El significat religiós i cultural de l'alefat fou determinant, així com l'educació elemental en hebreu en l'edat mitjana, i el desconeixement o poca familiaritat amb l'alifat àrab (De tota manera pot existir judeoàrab sense la utilització de l'alefat hebreu, ja que el que importa és la comunicació entre jueus: un text escrit per jueus i dirigit a jueus). També pot haver influït el desig d'amagar els seus escrits als musulmans.[14] La transcripció de l'àrab amb l'alefat hebreu s'ha fet de dues maneres:
  1. «Ortografia arabitzada». Imitació del sistema ortogràfic de l'àrab clàssic, amb l'adopció de punts diacrítics per representar tots els fonemes àrabs o utilitzant un al·lòfon hebreu del fonema àrab. Aquest sistema és seguit en tot el judeoàrab clàssic.
  2. «Ortografia fonètica». Transcripció fonètica de l'àrab, amb dos moments, durant el judeoàrab primitiu, anomentada ortografia fonètica, i durant el judeoàrab tardà, anomenada ortografia hebraïtzada.
2. Utilització de l'àrab mitjà.[15] Els escrits judeoàrabs medievals utilitzen l'àrab mitjà, àrab clàssic amb elements col·loquials o neo-àrab, que permeten estudiar l'àrab dialectal, ja que els escrits àrabs sacralitzen l'àrab clàssic i no ens permeten veure l'evolució de l'idioma.[16]
  1. «Alteració de l'ús de l'accent», on cauen les vocals breus obertes, es redueixen les llargues finals i a l'interior de paraula cauen les vocals breus en síl·labes obertes àtones.[17]
  2. «Alteració de l'estructura fonemàtica de les vocals». La qualitat de les vocals breus es fa variable, i les vocals llargues no finals en síl·labes obertes es tanquen a causa de la pèrdua de la vocal que les seguia, i tendeixen a abreujar-se. Els diftongs es monoftonguen[18]
  3. «Canvi de l'estructura consonàntica» amb la pèrdua de l'oclusió glotal.[18]
  4. «Caiguda de la terminació de cas i de mode verbal», provocada per l'alteració de l'accent i per les influències d'altres llengües.[18]
3. Pseudocorreccions i pseudocorreccions estandarditzades. En els escrits medievals apareixen les pseudocorreccions, que són formes originades per aconseguir el màxim grau de correcció gramatical, tot i no conèixer suficientment l'àrab clàssic, i provocar una hipercorreccció, utilitzant una forma considerada més correcta en un context inadequat, o una hipocorreccció, quan corregeix sols parcialment un ús col·loquial de la llengua. Moltes d'aquestes formes gramaticals ja estarien estandarditzades en l'època en què les utilitzen o en els tipus d'escrits on apareixen.[17]
4. Préstecs lèxics de l'hebreu i l'arameu. De l'hebreu pren la terminologia teològica i de l'arameu, la terminologia de la literatura rabínica. Aquest lèxic està adaptat a la gramàtica àrab perquè porta l'article determinat àrab, però no segueixen la morfologia àrab, per tal que conserven els seus propis morfemes flexius de gènere i nombre. En la traducció literal de texts sagrats o Šarḥ, la sintaxi àrab resulta alterada.
5. Peculiaritats fonològiques. Totes les varietats de judeoàrab conserven trets dels antics dialectes urbans, mentre la parla dels musulmans està més influenciada pels dialectes beduïns. Les migracions també afecten en les peculiaritats, com és el cas dels sefardites quan arriben al nord d'Àfrica.